# Persone di cognome Chiesa
| Questa pagina contiene informazioni ricavate automaticamente dalle voci biografiche con l'ausilio del template Bio e di un bot. L'aggiornamento è periodico e automatico e ricostruisce completamente la pagina. Se manca una persona in questa lista, sei pregato di non aggiungerla, ma accertati piuttosto che la sua voce biografica contenga il template Bio e che i dati anagrafici siano correttamente compilati. Se il template Bio manca, inseriscilo tu stesso o, in alternativa, metti l'avviso {{tmp\|Bio}} che ne segnala la mancanza. Se i dati riportati sono sbagliati, correggi direttamente la voce biografica; le modifiche saranno visibili in questa lista entro pochi giorni. Per chiarimenti vedi il progetto biografie. La lista contiene solo le 45 persone che sono citate nell'enciclopedia e per le quali è stato implementato correttamente il template Bio. Pagina aggiornata al 3 nov 2022. |

Questa è una lista di persone presenti nell'enciclopedia che hanno il cognome Chiesa, suddivise per attività principale.

## Allenatori di calcio(1)
- Enrico Chiesa, allenatore di calcio e ex calciatore italiano (Genova, n.1970)

## Allenatori di rugby a 15(1)
- Alberto Chiesa, allenatore di rugby a 15 e ex rugbista a 15 italiano (Livorno, n.1988)

## Antifascisti(1)
- Oberdan Chiesa, antifascista italiano (Livorno, n.1911 - Rosignano Marittimo, † 1944)

## Artisti marziali misti(1)
- Michael Chiesa, artista marziale misto statunitense (Aurora, n.1987)

## Astisti(1)
- Giulio Chiesa, astista italiano (La Spezia, n.1928 - Roma, † 2010)

## Attori(1)
- Luigi Chiesa, attore italiano (Torino)

## Calciatori(7)
- Federico Chiesa, calciatore italiano (Genova, n.1997)
- Francesco Chiesa, ex calciatore svizzero (Chiasso, n.1931)
- Giovanni Chiesa, calciatore e allenatore di calcio italiano (Tortona, n.1909)
- Giuseppe Chiesa, calciatore e allenatore di calcio italiano (Zurigo, n.1916)
- Serge Chiesa, ex calciatore francese (Casablanca, n.1950)
- Ugo Chiesa, calciatore italiano (Milano, n.1895)
- Ángel Chiesa, calciatore argentino (n.1900 - † 1961)

## Chitarristi(1)
- Ruggero Chiesa, chitarrista e insegnante italiano (Camogli, n.1933 - Milano, † 1993)

## Dirigenti d'azienda(1)
- Massimo Chiesa, dirigente d'azienda e ex arbitro di calcio italiano (Livorno, n.1958)

## Dirigenti sportivi(1)
- Mario Chiesa, dirigente sportivo e ex ciclista su strada italiano (Brescia, n.1966)

## Filologi(1)
- Paolo Chiesa, filologo e accademico italiano (Milano, n.1956)

## Giornalisti(2)
- Carlo Felice Chiesa, giornalista italiano (Bologna, n.1954)
- Giulietto Chiesa, giornalista e politico italiano (Acqui Terme, n.1940 - Roma, † 2020)

## Hockeisti su ghiaccio(1)
- Alessandro Chiesa, ex hockeista su ghiaccio svizzero (n.1987)

## Imprenditori(1)
- Michele Chiesa, imprenditore, banchiere e politico italiano (Chieri, n.1831 - Torino, † 1918)

## Impresari teatrali(1)
- Ivo Chiesa, impresario teatrale, giornalista e produttore discografico italiano (Genova, n.1920 - Genova, † 2003)

## Insegnanti(1)
- Virgilio Chiesa, insegnante e storico svizzero (Sessa, n.1888 - Lugano, † 1971)

## Maratoneti(1)
- Sergio Chiesa, maratoneta e fondista di corsa in montagna italiano (Villa d'Almè, n.1972)

## Militari(2)
- Damiano Chiesa, militare e patriota italiano (Rovereto, n.1894 - Trento, † 1916)
- Mario Chiesa, militare italiano (Marcignago, n.1898 - Mornago, † 1938)

## Partigiani(1)
- Carlo Chiesa, partigiano italiano (Torino, n.1891 - Torino, † 1945)

## Pentatleti(1)
- Omero Chiesa, pentatleta e nuotatore italiano (Capua, n.1893)

## Piloti automobilistici(1)
- Andrea Chiesa, pilota automobilistico svizzero (Milano, n.1964)

## Pittori(1)
- Silvestro Chiesa, pittore italiano (Genova, n.1623 - Genova, † 1657)

## Politici(7)
- Eugenio Chiesa, politico italiano (Milano, n.1863 - Giverny, † 1930)
- Giovanni Chiesa, politico italiano (Vicenza, n.1927 - Vicenza, † 1982)
- Jeffrey Chiesa, politico e avvocato statunitense (Bound Brook, n.1965)
- Marco Chiesa, politico svizzero (Lugano, n.1974)
- Mario Chiesa, politico italiano (Milano, n.1944)
- Pietro Chiesa, politico italiano (Asti, n.1858 - Genova, † 1915)
- Romualdo Chiesa, politico e partigiano italiano (Roma, n.1922 - Roma, † 1944)

## Presbiteri(1)
- Francesco Chiesa, presbitero italiano (Montà, n.1874 - Alba, † 1946)

## Registi(2)
- Carlo Alberto Chiesa, regista, montatore e sceneggiatore italiano (Torino, n.1922 - Roma, † 1960)
- Guido Chiesa, regista, sceneggiatore e critico musicale italiano (Torino, n.1959)

## Sceneggiatori(1)
- Aurelio Chiesa, sceneggiatore e regista italiano (Cesena, n.1947)

## Schermidori(1)
- Laura Chiesa, ex schermitrice italiana (Moncalieri, n.1971)

## Scrittori(1)
- Francesco Chiesa, scrittore e insegnante svizzero (Sagno, n.1871 - Lugano, † 1973)

## Tennisti(1)
- Deborah Chiesa, tennista italiana (Trento, n.1996)

## Violoncellisti(1)
- Silvia Chiesa, violoncellista italiana (Milano, n.1966)